# Habitatge al carrer Sant Antoni, 14 (Mataró)
L'Habitatge al carrer Sant Antoni, 14 és una obra historicista de Mataró (Maresme) protegida com a Bé Cultural d'Interès Local.

## Descripció
Edifici de planta baixa i dues plantes pis. Forma conjunt amb la casa núm. 14bis. Presenta una porta i finestra en planta baixa, un balcó corregut fent partió amb la casa veïna i una finestra al primer pis i un balcó i finestra a la segona planta. L'edifici està coronat per una cornisa sobre la qual s'hi va afegir una planta reculada.
Destaca la fusteria calada amb motius florals sobre la persiana de llibret del balcó del primer pis.
La façana està estucada a carreu lliscat en planta baixa, presenta dues franges esgrafiades amb elements florals a nivell dels forjats del primer i segon pis.